# Sergueï Korjinski
Sergueï Ivanovitch Korjinski (Серге́й Ива́нович Коржи́нский), né le 26 août (7 septembre) 1861 à Astrakhan et mort le 18 novembre (1er décembre) 1900 à Saint-Pétersbourg, est un botaniste de l'Empire russe.

## Biographie
Il naît dans une famille d'origine polonaise (Korżyński) russifiée. Il termine ses études classiques au lycée d'Astrakhan, puis entre à l'université de Kazan dont il est diplômé en 1885. Il se prépare ensuite au professorat, étudiant auprès du professeur Porphyre Krylov (1850-1931) et présente sa thèse magistrale le 26 avril 1887, intitulée « Matériaux pour la géographie, la morphologie et la biologie d'Aldrovanda vesiculosa L. ». l'année suivante il est docteur en botanique et nommé professeur à l'institut de biologie de la toute nouvelle université de Tomsk, où il demeure jusqu'en 1892, date à laquelle il devient scientifique au jardin botanique impérial de Saint-Pétersbourg. L'année suivante, il est nommé directeur du musée botanique de l'Académie des sciences de Saint-Pétersbourg. Il commence à publier L'Herbier de la flore russe, dont la publication est poursuivie par Dimitri Litvinov. Il est élu membre de l'Académie des sciences de Saint-Pétersbourg en 1896. Il est décoré de l'ordre de Saint-Stanislas de la IIe et la IIIe classe.
Il est enterré au cimetière Saint-Nicolas (Saint-Pétersbourg).
Ses travaux sont surtout publiés dans le Bulletin de la Société des naturalistes de Kazan, ou dans le Botanisches Centralblatt. Il rédige plusieurs articles botaniques pour l'Encyclopédie Brockhaus et Efron.

## Hommages
Le genre Korshinskia (Apiaceae) lui est dédié par Vladimir Lipsky.

## Source
- (ru) Cet article est partiellement ou en totalité issu de l’article de Wikipédia en russe intitulé « Коржинский, Сергей Иванович » (voir la liste des auteurs).